# 原花青素C1
原花青素C1（Procyanidin C1，簡稱PCC1）是一種B型前花青素（B type proanthocyanidin），是一種可在釀酒葡萄中找到的表兒茶素三聚體。

## 自然中的分布與功用
原花青素C1可從釀酒葡萄的種子萃取物中分離出來。

## 化學合成
有七種芐酯前花青素三聚體（其中包括原花青素C1、原花青素C2及其他幾種「表兒茶素-(4β-8)-兒茶素-(4α-8)-表兒茶素」三聚體），可透過以三氟甲磺酸三甲基硅酯進行催化的凝結反應進行高產量的不对称合成；而苄酯化的原花青素C2的結構可藉由比較以兩種不同路徑合成的受保護的原花青素C2的1H NMR光譜進行確認；此外，對「(+)-兒茶素」以及「(-)-表兒茶素」三聚體衍生物的去保護作用，可以相當良好的產量製成四種自然的原花青素三聚體。

## 研究
原花青素C1可以延長老鼠的壽命並使其更加健康；此外，在植入人類前列腺癌細胞的小鼠模型中，原花青素C1可以大幅增加化學療法的效果。

## 外部連結
- Carissa Wong: Grape seed chemical allows mice to live longer by killing aged cells （页面存档备份，存于）. NewScientist, 6 December 2021